# Massimo Ambrosini
Massiomo Ambrosini (født 29. maj 1977 i Pesaro, Italien) er en italiensk tidligere fodboldspiller, der spillede på midtbanen. Han repræsenterede gennem karrieren primært AC Milan, som han var tilknyttet i hele 18 år. Her var han med til at vinde både Serie A og Champions League.